# SN 1972A
SN 1972A – supernowa odkryta 20 stycznia 1972 roku w galaktyce A151442+2739. W momencie odkrycia miała maksymalną jasność 17,00m.